# Konsolidierungsanleihe
Eine Konsolidierungsanleihe (englisch consolidation bond) ist eine Form der Anleihe, bei der sämtliche Verbindlichkeiten des Emittenten durch Ausgabe einer Anleihe getilgt werden. Dadurch werden die Verbindlichkeiten gegenüber einer Vielzahl von Gläubigern zu üblicherweise unterschiedlichen Konditionen in einer Anleihe vereinigt. Dadurch findet eine Vereinheitlichung (Laufzeit, Zinssatz, Tilgung) und Zusammenfassung der Verbindlichkeiten statt. An der tatsächlichen Verschuldung des Unternehmens verändert sich in der Bilanz nichts, da im gleichen Umfang wie die alten Verbindlichkeiten durch das erhaltene Anleihekapital getilgt werden, eine Verbindlichkeit auf Rückzahlung des Anleihekapitals begründet wird. Der Vorteil besteht in der Zusammenfassung der Verbindlichkeiten, häufig in der Reduzierung der Anzahl der Gläubiger zu einem einzigen. Da hierbei eine Vereinheitlichung der Zins- und/oder Tilgungsstrukturen stattfindet, wird die Konsolidierungsanleihe im Rahmen einer Konsolidierung begeben; daher stammt auch ihr Name.